# Alex Wubbels
Alexandra L. Wubbels (née Shaffer  le 23 janvier 1976, à Aspen, au Colorado), connue sous le nom d'Alex, est une infirmière américaine et une ancienne skieuse alpine qui a participé aux Jeux olympiques d'hiver de 1998 et aux Jeux olympiques d'hiver de 2002 comme Alex Shaffer.
En juillet 2017, elle est impliquée dans un incident au cours duquel elle empêche la police d'obtenir illégalement le sang d'un patient inconscient dont elle avait la garde.